# Hasse Poulsen

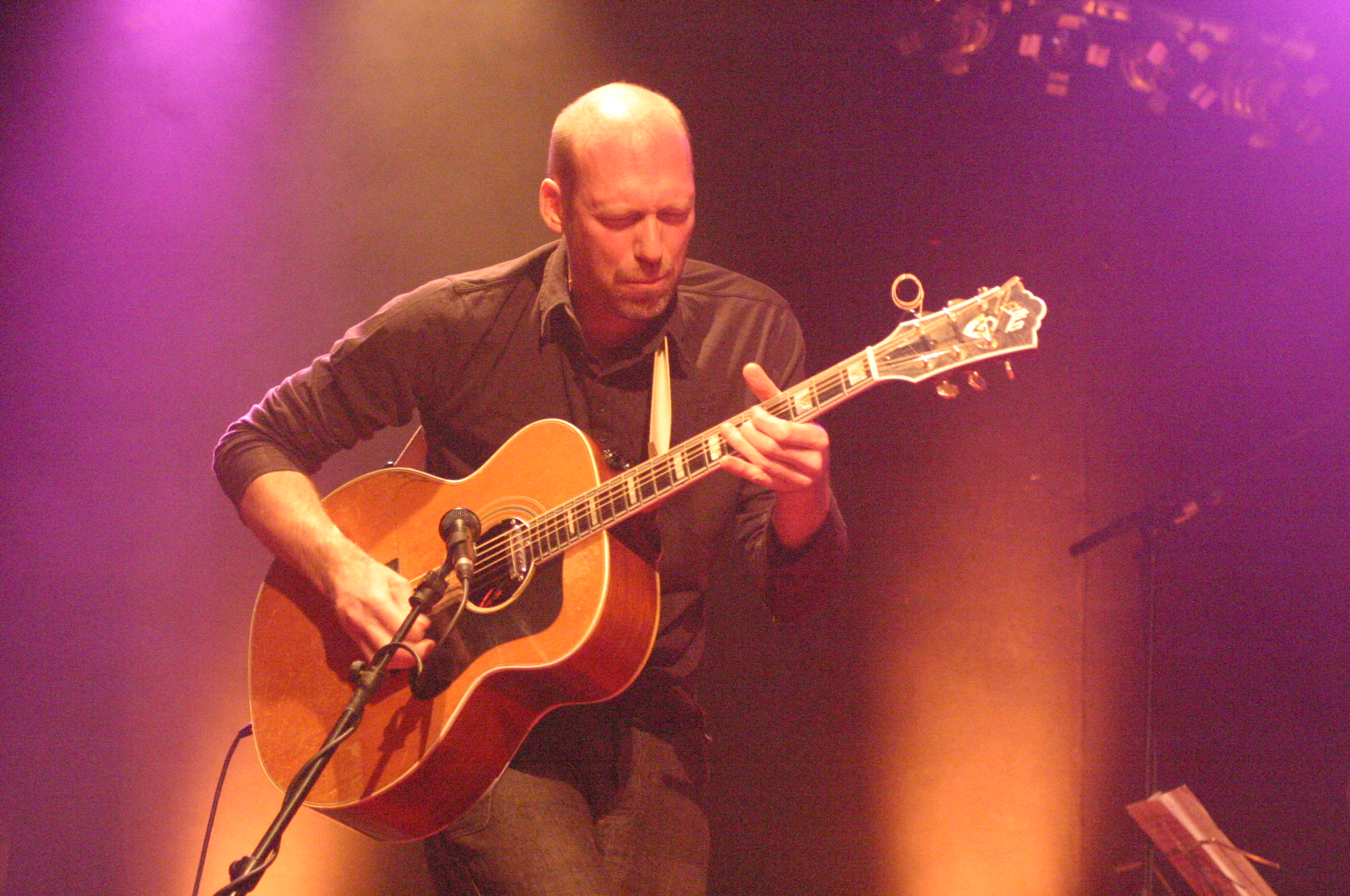
Hasse Poulsen 2010

Hasse Poulsen (* 1965 in Kopenhagen) ist ein dänischer Jazzgitarrist und Komponist.

## Leben und Wirken
Poulsen hatte privaten Gitarrenunterricht bei Christian Sievert, Karsten Houmark, Brett Wilmott und Mike Stern. Er studierte ab 1985 am Berklee College of Music in Boston. Zwischen 1988 und 1990 nahm er Kompositionsunterricht bei Bent Sørensen. 1990 erwarb er am Jazzkonservatorium in Kopenhagen das Diplom als Gitarrist und Musiklehrer. In seiner Suche nach einem eigenen Ausdruck wurde er von György Ligeti, Conlon Nancarrow, Karlheinz Stockhausen, Per Nørgård, John Cage und der Fluxus-Bewegung ebenso beeinflusst wie von Keith Rowe und Derek Bailey. 
Poulsen lebt in Paris, wo er als Sideman u. a. mit Louis Sclavis, Hélène Labarrières Quartett, Guillaume Roys Sextett und Peter Corsers Blackberry Quartet, Louis Moholo und Edward Perraud arbeitete.
1991 gründete er mit dem Saxophonisten und Flötisten Fredrik Lundin und dem Schlagzeuger Lars Juul die Gruppe Sound of Choice. Er gab mit der Gruppe mehr als 150 Konzerte, spielte Rundfunkaufnahmen in Dänemark, Schweden, Finnland und Deutschland und nahm mit ihr vier Alben auf. Als Gäste traten mit der Band u. a. Barry Guy, Markus Stockhausen und Raymond Strid auf. Gemeinsam mit dem Streichquartett Quatuor Ixi (Regis Huby, Iréne Lecoq, Guillaume Roy und Alain Grange) nahm Sound of Choice 2002 das Album Invisible Correspondence auf. 
Seit  einem gemeinsamen Auftritt 1999 in Helsinki bildet Poulsen mit Teppo Hauta-aho und Jari Hongisto das Trio Sound Kitchen. 2002 gründete er mit Daniel Erdmann und Edward Perraud die Gruppe Das Kapital, die auch 2019 noch besteht. Für sein Album Ballads & Barricades erhielt das Trio 2011 den Jahrespreis der deutschen Schallplattenkritik. 2006 gründete Poulsen beim Festival Banlieues Bleues mit Luc Ex, Phil Minton und Mark Sanders das Quartett SPEEQ. Weiter spielt er in einem Improvisationstrio mit Guillaume Roy und Bruno Chevillon und im Duo Titanic mit Pierre Dørge.
Poulsens Komposition Cinema Scandinave wurde 2005 in Kopenhagen uraufgeführt und erschien 2008 auf Album (mit Anders Banke, Torben Snekkestad, John Ehde, Lars Andreas Haug und Jakob Davidsen).

## Kompositionen

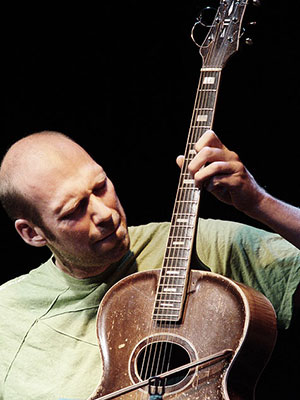
Hasse Poulsen
Foto Hreinn Gudlaugsson

- Ennui, Musik für eine Diashow von Åse Steensen, 1987
- Oci T'sen für Bigband, 1990
- 4 Vignetter for strygekvartet, 1991
- Oi, Paquito für Streichquartett, 1992
- Mellem Virkelighed für Stimme, Cello, Gitarre und Schlagzeug, 1992
- Musik zu Esa Alannes dance performance A Mad Man's Diary (gemeinsam mit Lars Juul), 1993
- Filmmusik zu Wadt Thomsens Nedenunder, 1994
- Bearbeitung von Beethovens 5. Sinfonie für Gitarrentrio, 1998
- Fünf isländische Lieder (aufgenommen von Nina Bjørk Eliasson 1999)
- Musik zum Stück Den Dobbelte troløshed am Grønnegaards Teatret in Kopenhagen, 1999
- Musik zum Stück L'Ombre von Hommes de Terre, 2000
- Cinema Scandinave, 2005
- Dance Danes, für Kontrabass und Perkussionsensemble, 2007

## Diskographische Hinweise
- Emmanuel Rahim: Harlem, 1988
- Sound of Choice: Triple Exposure, 1993
- Sound of Choice: Sound of Choice, 1995
- Klakki: Sortner du Sky, 1996
- Sound of Choice: Dynamics, 1998
- Klakki: In a Gown of Water, 1999
- 49° Nord: Animal Language, 2000
- Poulsen, Peter Friis Nielsen, Louis Moholo: Copenhagen, 2000
- Joëlle Léandre / Hasse Poulsen / François Houle C’est ça, 2001
- Sound of Choice: Back Street Theatre, 2001
- 49° Nord: Tentacles, 2003
- Louis Sclavis: Napolis Walls, 2005
- Invisible Correspondance, 2006
- And We Also Caught a Fish (mit Fredrik Søegaard), 2006
- Sound of Choice: Rugby in Japan, 2006
- SPEEQ: OR – live in Strasbourg, 2007
- Louis Sclavis: La Moitie du Monde, 2008
- Das Kapital: Ballads & Barricades, 2008
- Progressive Patriots , 2010 (mit Guillaume Orti, Stéphane Payen, Henrik Simonsen, Tom Rainey)
- Das Kapital: Conflicts & Conclusions, 2011
- Hélène Labarrière, Hasse Poulsen: Busking, 2017
- Das Kapital: Vive la France, 2019
- Eric Plandé / Hasse Poulsen / Claude Tchamitchian: Beyond Dreams, 2022